# Амазон червоноволий
Амазон червоноволий (Amazona arausiaca) — птах родини папугових. Місцеві назви — червоношиїй папуга, домініканський синьомордий амазон, малий домініканський амазон, жако (у більшості мов словом «жако» називають африканського папугу сірого).

## Зовнішній вигляд
Довжина тіла 40 см. Оперення зелене; чоло, передня частина голови, ділянка навколо очей і щоки — синьо-фіолетові. На шиї червона смуга різної ширини. У деяких особин червоні груди. Кільце навколо очей — сіре. Дзьоб кольору кістки, на кінці сірий. Райдужка червоно-жовтогаряча. Лапи сірі.

## Поширення
Ендемік острова Домініка (Малі Антильські острови).

## Спосіб життя
Населяють низинні й високогірні ліси до висоти 1 000—1 200 м над рівнем моря.

## Загрози й охорона
У результаті полювання й руйнування природного середовища проживання перебуває під загрозою зникнення. До кінця 20 століття популяція цього амазона нараховувала близько 400 особин. Перебуває під захистом програми заощадження виду.